# Михайлівка (зупинний пункт, Рівненська дирекція Львівської залізниці)
Миха́йлівка — пасажирський залізничний зупинний пункт Рівненської дирекції Львівської залізниці розташований на двоколійній електрифікованій змінним струмом лінії Здолбунів — Красне.
Розташований біля села Михайлівка Радивилівського району Рівненської області між станціями Рудня-Почаївська (11 км) та Радивилів (11 км).
На зупинному пункті зупиняються приміські поїзди.